# M.バタフライ
『M.バタフライ』（エムバタフライ、原題:M.Butterfly）は、デイヴィッド・ヘンリー・ウォンによる、時佩璞のスパイ事件を基に作られた戯曲。1988年に初演。
日本では、1989年に劇団四季によって上演される。2022年、日澤雄介（劇団チョコレートケーキ）と内野聖陽がタッグを組み32年振りに上演された。

## 題名の由来
蝶々夫人（Madame Butterfly）からヒントを得ており、この作品も「Madame Butterfly」という別名もある。「M」はフランス語における女性の敬称「Madame」または男性の敬称「Monsieur」の頭文字とされる。なお、通常「M.」は「Monsieur」の省略形であり、「Madame」の省略形は「Mme」としなければならない。

## オリジナル公演

### スタッフ
- 作 … デイヴィッド・ヘンリー・ウォン
- 演出 … ジョン・デクスター
- 美術 … 石岡瑛子
- 音楽 … ジャコモ・プッチーニ, ルシア・ウォン
- 照明 … アンディ・フィリップス

## 劇団四季公演

### スタッフ
- 訳 … 吉田美枝

### キャスト
- ルネ・ガリマール … 日下武史
- ソン・リリン … 市村正親

### 上演記録
- 1990年1月9日～1月23日 - 近鉄劇場
- 1990年4月25日～5月28日 - サンシャイン劇場

## 2022年度公演

### スタッフ
- 訳 … 吉田美枝
- 演出 … 日澤雄介

### キャスト
- ルネ・ガリマール … 内野聖陽
- ソン・リリン … 岡本圭人

### 上演記録
- 2022年6月24日～7月10日 - 新国立劇場 小劇場
- 2022年7月13日～7月15日 - 梅田芸術劇場 シアタードラマシティ
- 2022年7月23日～7月24日 - キャナルシティ劇場

- 2022年7月30日～7月31日 - ウインクあいち（愛知県産業労働センター）大ホール